# جان دالتون
جان دالتون (به انگلیسی: John Dalton) شیمی‌دان و فیزیک‌دان بریتانیایی بود. معروفیت او بیشتر به خاطر پیشگامی او در نظریه اتمی است. دالتون همچنین نخستین مقالات علمی با موضوع کوررنگی را که حقایق بسیار مهمی در رابطه با تمایز رنگ‌ها را در بر می‌گرفت در سال ۱۷۹۸ ارائه کرد. به دلیل خدمات دالتون در این زمینه، این بیماری دالتونیسم هم نامیده می‌شود. پس از مرگ دالتون، چشمان وی برداشته و به مجمع ادبی و فلسفی منچستر منتقل گردید. در سال ۱۹۹۵ محققان با استفاده از تجزیه و تحلیل دی‌ان‌ای نمونه کوچکی از بازماندهٔ چشم دالتون به بررسی مجدد کوررنگی او پرداختند.

## زندگی
جان دالتون ۱۰ سال پیش از ثبت و اعلان استقلالِ آمریکا در سال ۱۷۶۶، در انگلستان زاده شد. خانواده او در یک کلبه کوچک گلی در روستایی زندگی می‌کردند. در کودکی، جان به همراه برادرش در یک مزرعه کار می‌کرد و در مغازه پدر در بافتن لباس او را یاری می‌دادند. با وجود فراهم بودن اندکی از لوازم اولیه زندگی آن‌ها خانواده فقیری بودند، بسیاری از پسران فقیر در آن زمان از داشتن تحصیلات محروم بودند، اما جان توانست با خوش‌شانسی در مدرسه‌ای در همان نزدیک زادگاهش مشغول تحصیل شود.
او به یادگیری علاقه زیادی نشان می‌داد. آموزگاران نیز او را به یادگیری تشویق می‌کردند. در ۱۲ سالگی، او اولین مدرسه خود را در شهری نزدیک محل اقامتش باز کرد اما به خاطر کمبود پول مجبور به بستن آنجا و کار کردن در مزرعه عمّه‌اش شد.
۳ سال بعد، به همراه برادر بزرگ‌تر و یکی از دوستانش مدرسه‌ای را در کندال انگلیس باز کرد. به تدریس انگلیسی. لاتین، یونانی، فرانسوی و ۲۱ موضوع علمی و ریاضی پرداخت. جان به یادگیری طبیعت و هوای اطراف خود می‌پرداخت. او پروانه‌ها، حلزون، و. . . را جمع‌آوری می‌کرد. جان دالتون پی برد که دچار کوررنگی ست و به یادگیری آن روی آورد. در ۱۷۹۳، جان به عنوان معلم خصوصی به منچستر رفت و در کالج جدید مشغول به تدریس شد؛ و در آنجا به مشاهده رفتار گازها پرداخت.
او به عناصر و اجزاء مختلف و چگونگی درست شدن آن‌ها اندیشید. جان نظریه‌ای داشت که بر طبق آن، هر عنصری از اتمهای مجزا تشکیل شده و تمام عناصر با یکدیگر متفاوت هستند زیرا اتم‌های سازنده هر کدام از آنها، با دیگری متفاوت است.
او فکر می‌کرد که هر عنصری وزن مخصوص می‌دارد، زیرا از اتم‌های متفاوتی تشکیل شده. در سال ۱۸۰۸، جان دالتون کتابی با مضمون، نظامی نوین در فلسفه شیمی منتشر کرد که در آن وزن بسیاری از اتم‌های شناخته شده را جمع‌آوری و لیست کرده بود. مقدار عددی وزن‌هایی که او محاسبه کرده کاملاً دقیق نبودند، اما مبنایی بودند برای جدول تناوبی پیشرفته، اگرچه بسیاری نظریه دالتون در مورد ساختار اتم را نپذیرفتند، اما وی بر تحقیقات خود برای دفاع از نظریه‌اش ادامه می‌داد.
جان دالتون در سال ۱۸۴۴ درگذشت، او با افتخار در انگلستان به خاک سپرده شد. بیش از ۴۰۰٬۰۰۰ نفر بدن بی‌جان او را هنگام قرار گرفتن در تابوت مشایعت کردند. آخرین تجربه و آزمایش مربوط به او بررسی چشم نگهداری شده او در سال ۱۹۹۵ بود تا دلیل کوررنگی او را معلوم کنند. ثابت شد که کوررنگی او از نوع نادری است که به دوتروآنوپیا معروف است. دالتون حتی پس از مرگ نیز به گسترش دانش کمک کرد.
امروز، دانشمندان در هر جا، نظریه دالتون دربارهٔ ساختار اتم را مورد قبول می‌دانند. یک پسر ساده روستایی روش جدیدی برای اندیشیدن و نگاه کردن به عالم هستی و چگونگی کارکرد آن را به مردم و اهل دانش نشان داد.

## نظریه
1. تمام مواد از اتم ساخته شده‌اند.
2. اتم تجزیه ناپذیر است.
3. اتم‌ها کروی هستند.
4. تفاوت مواد مختلف به خاطر اندازه و جرم متفاوت اتم‌های آن‌ها است.
5. نمی‌توان اتم یک عنصر را به اتم عنصرهای دیگر تبدیل کرد.
6. اتم ها به هم می پیوندند و ترکیب را به وجود می آورند.
7. بین اتم ها فاصله و ربایش وجود دارد و همه ی اتم ها در حال حرکت هستند.